# パク・ギュリ
パク・ギュリ（박규리/朴奎利、Park GyuRi、1988年5月21日 - ）は、 大韓民国 ソウル特別市出身の女性歌手。KARAのメンバー。血液型はAB型。

## 人物
- 学歴：
  - ソウル市プンナプ小学校(卒業)
  - キョンウォン中学校(卒業)
  - 安養芸術高校演劇映画科(卒業)
  - 同徳女子大学校 放送芸能学科(学士)
- 趣味：読書、映画鑑賞、散歩
- 特技：歌、演技、声真似
- 座右の銘：ポジティブに考えよう
- リーダー、美しさを担当。ファンがつけたニックネームは「女神」、幼少からのニックネームは「ギュル（韓国語でみかん）」[1]
- 好きな日本のアニメは、ONE PIECE、HUNTER×HUNTER、BLEACH、最遊記ほか。恋愛系よりもアクション系が好きとのこと。最遊記の声優陣に会ってみたいと発言したことがある。日本映画『嫌われ松子の一生』は、ギュリが感銘を受けた映画の一つ。
- 母親は声優のパク・ソヒョン。
- 1995年、母親の仕事現場に付いていった際にスカウトされる。その数日後、芸能番組『今日はいい日』中のドラマ『夕立』のオーディションを受けてみないかと連絡があり、連れられて行ったところ、ギュリの顔を見るなり合格が決まった。他には高視聴率ドラマ『女人天下』への出演経験がある。
- 元々は別の事務所に所属しており、そこでのデビュー話が流れたためDSPメディアのオーディションを受けてデビュー前のKARAのメンバーとなった。メンバー内で最年長であったためリーダーとなったが、デビュー前のKARAの中で最後に合流したメンバーである。
- 年下メンバーを非常に可愛がっており、悩みや相談事を夜遅くまで聴いてあげたこともある。そのため、メンバーからはお母さんみたいな存在と言われる。
- 犬アレルギーにもかかわらず薬を飲みながら犬（名前は「キンカン」「ポッポ」）を飼っていた。現在も、「ポロン」という名前の犬を飼っている。
- 高所恐怖症である。日本のバラエティー番組でも、ジェットコースターや高いビルなどを怖がる様子を見せており、KARAの他のメンバーに無理やり連れて行かれるというのがオチ。2011年6月11日ソウルでのファンミーティングでは、肩幅位しかない(半円状の手すり付き)リフト(高さ3m半位)に乗った。
- メンバーの中で一番のおっちょこちょいである[2]。また2013年にKARAが初めて東京ドームで単独コンサートをした際、嬉しすぎるあまり、自己紹介で「東京ドームです。」と叫んでしまったことがある。
- 以上、「グループでただ一人の高所恐怖症」、「一番のおっちょこちょい」、などと愛らしい面があり、「女神」ではあっても「ワンマンのリーダー」というイメージからは程遠い。また、いわゆる「女神キャラ」は元々持っているナルシストな面をテレビ用に極大化したものであり、普段の性格と差があることからMCや共演者、メンバーからも時々ネタにされる。自身でも「私の魅力は根も葉もない自信」と語っており、「女神キャラ」が「いじられキャラ」になることを自分で楽しんでいる時もある。一方、キャラに対するバッシングに対しては精神的に堪えたことを告白している。
- 福山雅治のファンである[3]。
- URAKARA第7話では共演俳優の大口兼悟にビンタをするシーンがあり、撮影後「申し訳ない」と謝り倒し、涙を流した。
- 2011年11月23日、多忙による疲労蓄積で声帯結節の診断を受けたことを所属事務所が明らかにした[4]。本人の希望で日韓活動が一段落するまで手術を延期し、2012年2月21日、声帯ポリープ切除手術を行った。11月16日新星堂サンシャイン・アルパ店にて1日店長を勤める。
- 2016年1月15日、DSPメディアとの専属契約が終了。その後、モーションメディアと専属契約を締結。
- 2016年12月25日、日本公式サイトがオープン。
- 2024年7月13日、頬骨と眼窩の骨折のため手術を受けることを発表[5]。回復まで4 - 5週間かかるとし、同月中に予定されていた活動をキャンセルして休養する[5]。翌月5日より芸能活動復帰した。

## 音楽活動

### ソロ活動
- 2010年12月16日：『My Love』 - SBS 『レディプレジデント〜大物』OST
- 2011年6月23日：『あなただけを見て』 - (그대만 봐요）SBS 『シティーハンター in Seoul』OST
- 2011年7月22日：『ガルパンジルパン』 - (갈팡질팡）MBC 『愛情万々歳 ～ブラボー！マイ・ラブ～』OST
- 2013年6月26日：키스해줘（KISSして）、가장 사랑해（最愛） /Galileo+（ガリレオプラス）収録楽曲　GYURI+名義
- 2014年9月24日：『Hello』 - KBS『アイアンマン』OST（ギュリ・スンヨン）

### ミュージカル
- 忠武アートホール大劇場 『美女はつらいの』(2011年12月6日～2012年2月5日) カン・ハンビョル役

### デュエット / フィーチャリング / コラボレーション
- 2010年2月4日：『Day After』 with ホン・ギョンミン
- 2015年6月15日：『어린왕자 (星の王子さま)』 - ギュリ & From The Airport (ギュリ作詞、From The Airport作曲)

## その他の活動

### テレビ番組
- 『今日は良い日』(MBC 1995年 )
- 『Star Golden Bell』 　(KBS 2009年10月24日 - 2009年11月8日)
- 『ルルルラルラ』 　(MBC 2011年12月21日 -  2012年2月19日)
- 『無計画ファミリー』 　(MBC 2012年6月17日 - 2012年8月1日)
- 『チョン・ボソクのジュエリーハウス』　 (MBC 2012年6月21日 - 2012年7月5日)
- 『The Show』　(SBS MTV 2013年10月8日 - 2014年5月27日)
- 『イルダンティウォ(일단 띄워)』　(SBS 2014年6月9日 - )
- 『笑いを探す人(ウッチャッサ)』　(SBS 2014年9月12日）
- 『今日から出勤　（2期）』　(tvN 2014年9月20日 - )

### ドラマ
- 『女人天下』(SBS 2001年2月5日 - 2002年7月22日) ヌングム役(子役時代)
- 『ヒーロー』(MBC 2009年11月18日 - 2010年1月14日) 本人役
- 『お母さんが何だって』 (MBC 2012年)
- 『ネイルサロン・パリス 〜恋はゆび先から〜』(MBC QueeN 2013年5月3日 - 6月28日) ホン・ヨジュ役
- 『シークレット・ラブ』(DRAMAcube　2014年) パク・ソヌ役
- 『ダルコム (甘い)』(ウェブドラマ 2015年)
- 『チャン・ヨンシル 〜朝鮮伝説の科学者〜』(KBS 2016年1月2日 - 2017年3月26日) チュ・ブリョン役
- 『恋の花が咲きました』 (KBS 2017年) チャン・ウンジュ役
- 『皇后の品格』(SBS 2018年11月21日 - 2019年2月21日) シミン役

### 映画
- 『2つの恋愛 (逆に近くに二人で)』 (2015年)　-　ミナ役[6] (日本公開2016年7月)
- 『サヨナラの伝え方(어떻게 헤어질까)』 (2016年)

### ラジオ
- 『パク・ジュンヒョンのFM人気歌 - 謡帰ってきた男と女』 (KBS Happy FM 2007年12月20日 - 2008年2月28日)
- 『スーパージュニアのキスもっとラジオ - 兄のように住んではいけない2』 (KBS Cool FM 2008年12月6日 - 2009年2月21日) ：
- 『スーパージュニアのキスもっとラジオ - ライブリサーチ』 (KBS Cool FM 2008年9月14日 - 2009年10月21日)
- 『スーパージュニアのキスもっとラジオ - 頑固リサーチ』 (KBS Cool FM 2009年11月14日 - 2010年4月14日)
- 『ソンウニ、シン・ボンソンの同苦同楽 - 二人の男女が及ぼす影響』 (SBS Power FM 2009年9月25日 - 2010年1月18日)
- 『パク・キョンリムの星が輝く夜に - クイズ列伝』 (SBS 標準 FM 2009年10月22日 - 2009年11月26日)
- 『パク・キョンリムの星が輝く夜に - 1030相談所』 (SBS 標準 FM 2009年12月3日 - 2010年4月1日)
- 『シンドン、パク・ギュリの退屈打破』 (MBC 2010年5月5日 - 2011年10月2日)

### CM
- 美女はザクロがお好き(飲料水) - 広告撮影 (2007年)
- Nature Republic (ク・ハラ、カン・ジヨン) - 化粧品広告撮影 (2011年)
- ANNA SUI - 化粧品広告モデル / 広告撮影 (2011年)
- Shuemura - 化粧品広告モデル / 広告撮影 (2012年)